# 크리스찬 J. 프랭크
크리스찬 J. 프랭크(Christian J. Frank, 1890년 3월 13일 ~ 1967년 12월 10일)는 미국의 배우이다.
뉴욕에서 태어났다.

## 영화
- 어 소던 양키 (1948년)
- 두 베리 워즈 어 레이디 (1943년)
- 뉴 문 (1940년)
- 메이타임 (1937년)
- 메리 위도우 (1934년)
- 네이비 블루스 (1929년)